# Zelomorpha solomonensis
Zelomorpha solomonensis är en stekelart som beskrevs av Bhat och Gupta 1977. Zelomorpha solomonensis ingår i släktet Zelomorpha och familjen bracksteklar. Inga underarter finns listade i Catalogue of Life.